# Arystoteles z popiersiem Homera
Arystoteles z popiersiem Homera (niderl. Aristoteles bij de buste van Homerus) – obraz holenderskiego malarza Rembrandta Harmenszoona van Rijn. Obraz sygnowany u dołu po lewej: Rembrandt. f. / 1653.

## Okoliczności powstania obrazu
Lata pięćdziesiąte XVII wieku były dla Rembrandta początkiem końca jego artystycznej sławy. Jego sztuka przestała być modna, nie przemawiała do współczesnych tak jak obrazy jego uczniów; zmalały zamówienia a zwiększyły się długi artysty. W rezultacie artysta stracił swój dom oraz bogatą kolekcję dzieł sztuki, a w 1660 roku przeniósł się do skromnego domu przy ulicy Rosengracht. Sztuka Rembrandta znalazła za to uznanie za granicą, głównie w Paryżu i we Włoszech. W 1653 roku otrzymał pierwsze zamówienie z Messyny od sycylijskiego kolekcjonera i mecenasa sztuki Antonia Ruffo. Ruffo nigdy nie opuścił Włoch a mimo to za pomocą pośredników i korespondencji stworzył wielką kolekcje dzieł sztuki. W stworzonym inwentarzu po jego śmierci odnotowano 364 obrazów, w tym dzieła Antoona van Dycka.
Zamówienie zostało złożone przez pośrednika mecenasa Giacomo di Battista na ręce amsterdamskiego marszanda Corlnelisa Gijsbrechtsza i dotyczyło ukazanie podobizny Arystotelesa. Obraz był jednym z siedmiu prac wchodzących w skład całej serii. Dwie inne prace wykonał również Rembrandt: Homer (1663) i zaginiony wizerunek Aleksandra Wielkiego z 1661 roku. Cztery pozostałe prace wykonali włoscy mistrzowie: Giovanni Francesco Barbieri (pendant Kosmograf z globusem 1660), Mattia Preti (Dionizy z Syracuz 1662), Salvator Rosa (Filozof Archytas z Tarentu, 1668) i Giacinto Brandi (Filozof i Hieronim, 1670).

## Opis
Rembrandt ukazuje Arystotelesa medytującego nad popiersiem Homera. Ubrany jest w średniowieczny strój: w ciemną szatę na którą narzucony jest jasny płaszcz z bufiastymi rękawami i z dużym czarnym kapeluszem. Od ramienia do pasa przechodzi gruby, mieniący się złoty łańcuch. Prawa ręką filozof trzyma na popiersiu Homera, które jest powodem zadumy Arystotelesa. Dzięki światłu padającym na filozofa i popiersie, Rembrandt zaznacza niewidzialną więź jaka nawiązuje się między nimi. Według historyka H. von Einema: 

Treścią obrazu jest dialog pomiędzy myślicielem i poetą. Pod dotknięciem dłoni popiersie budzi się jakby do życia. Myśliciel i poeta spotykają się w świetle wydobywającym ich postacie z mroku, choć bez zatarcia ich związków z ziemią. Głębokiej melancholii patrzącego odpowiada bogactwo przeczuć niewidomego

## Proweniencja
Arystoteles z popiersiem Homera został zakupiony przez Antonia Ruffo w 1653 roku za kwotę 500 guldenów. W kolejnych stuleciach, aż do XIX roku dzieło znajdowało się w rodzinnej kolekcji Ruffo. W 1810 roku obraz został sprzedany na aukcji domu aukcyjnego Christie’s w Londynie, jako Rzeźbiarz z popiersiem za kwotę 79,16 funtów a drugi obraz Homer za kwotę 32,11 funtów. Przez kolejne lata dzieło wielokrotnie było sprzedawane na aukcjach by w 1930 roku zostać sprzedane w Nowym Jorku za kwotę 590 tys. dolarów Alfredowi W. Ericksonowi. W 1961 roku obraz trafił do Metropolitan Museum of Art.